# 2023年江苏江阴枪击事件
2023年江苏江阴枪击事件，是指2023年5月4日凌晨5时许，中国江苏省无锡市江阴市发生的一起枪击事件，造成2人受伤。警方发布对嫌疑人陈胜伟和耿飞的查缉通告。10日下午4時許，警方在花山一處懸崖下的灌木叢中發現2名嫌犯死亡。

## 事件经过
5月4日清晨5时许，江阴市毗陵东路和大桥南路相交处附近的铂领公馆附近，一名男子周国清去上班，被2人开车尾随。跟踪的2人对國清说他们已跟踪他约半年时间，随后2人在国清的公司内与国清爆发冲突。2人把国清押出公司，但被附近居民看见并制止。2人拿出枪支开枪打伤国清和居民后逃逸。警方到达后封锁现场。2名伤者已送医，经抢救均无生命危险。警方自早晨便在道路卡口进行排查。
根据线索和受害人的人际关系，警方锁定2名嫌疑人：陈胜伟和耿飞。警方初步判断枪击案或涉及债务纠纷。
嫌疑人疑似逃入江阴附近的花山中。警方包围山林并开始搜查，并发布查缉通告，向社会寻求线索。10日下午4時許，警方在花山一處懸崖下的灌木叢中發現2名犯罪嫌疑人的遺體以及自製槍械，死因还需调查。

## 涉案人

### 嫌疑人
陈胜伟（1967年ㄧ2023年），本案犯罪嫌疑人之一。男，56岁，江苏江阴长山人。约二十年前，因拆迁搬至江阴的一个小区，小区居民彼此间熟悉。在居民看来，陈胜伟“不是缺钱的人”。据居民所讲，陈胜伟父母不经商，陈胜伟算“白手起家”，从小商品做起，而后在码头做生意，是公司老板，曾拥有不止一家公司。陈胜伟有一个姐姐，与妻子共育一儿一女。
耿飞（1979年ㄧ2023年），本案犯罪嫌疑人之一。男，43岁，安徽池州青阳人。与陈胜伟相识，并与陈胜伟在江阴开办有多家公司。
2人曾共同投资成立江阴瑞安物流有限公司，成立时间为2015年4月，注册资本200万元，法定代表人及总经理为陈胜伟（持股80%），耿飞（持股20%）担任该公司监事。2015年8月，该公司注销备案。

### 受害者
周国清，本案受害人之一，男。有凌晨夜跑的习惯。据当地知情人士透露，被害人周国清是江阴身价过亿的企业家。

### 专题报道
- 百度跟进 —— 江苏江阴发生枪击案 （页面存档备份，存于）